# Jakob Christmann
Pour les articles homonymes, voir Christmann.
Jakob Christmann, né en novembre 1554 à Johannisberg (Rheingau), mort le 16 juin 1613 à Heidelberg, était un orientaliste et un astronome.

## Biographie
D'origine juive, Christmann, s'est converti avant 1578 au christianisme. Après avoir étudié à l'Université de Heidelberg, il devint professeur au Dionysianum. Parti pour Bâle sur les traces de l'humaniste Thomas Eraste, il voyagea ultérieurement à Breslau, Vienne et Prague. 
En 1578, Jean Casimir ayant fondé son école à Neustadt an der Haardt Christmann le rejoignit et en 1582, il dédia à ses collègues une grammaire en langue arabe son arabicum Alphabetum. 
Retourné à Heidelberg où sa foi luthérienne fut alors acceptée, il fut nommé en 1584 professeur d'hébreu. Après avoir compilé un catalogue des manuscrits de Guillaume Postel (1510-1581), il publia en 1590, une traduction latine des traités d'astronomie de Al-Farghani.

## Les œuvres

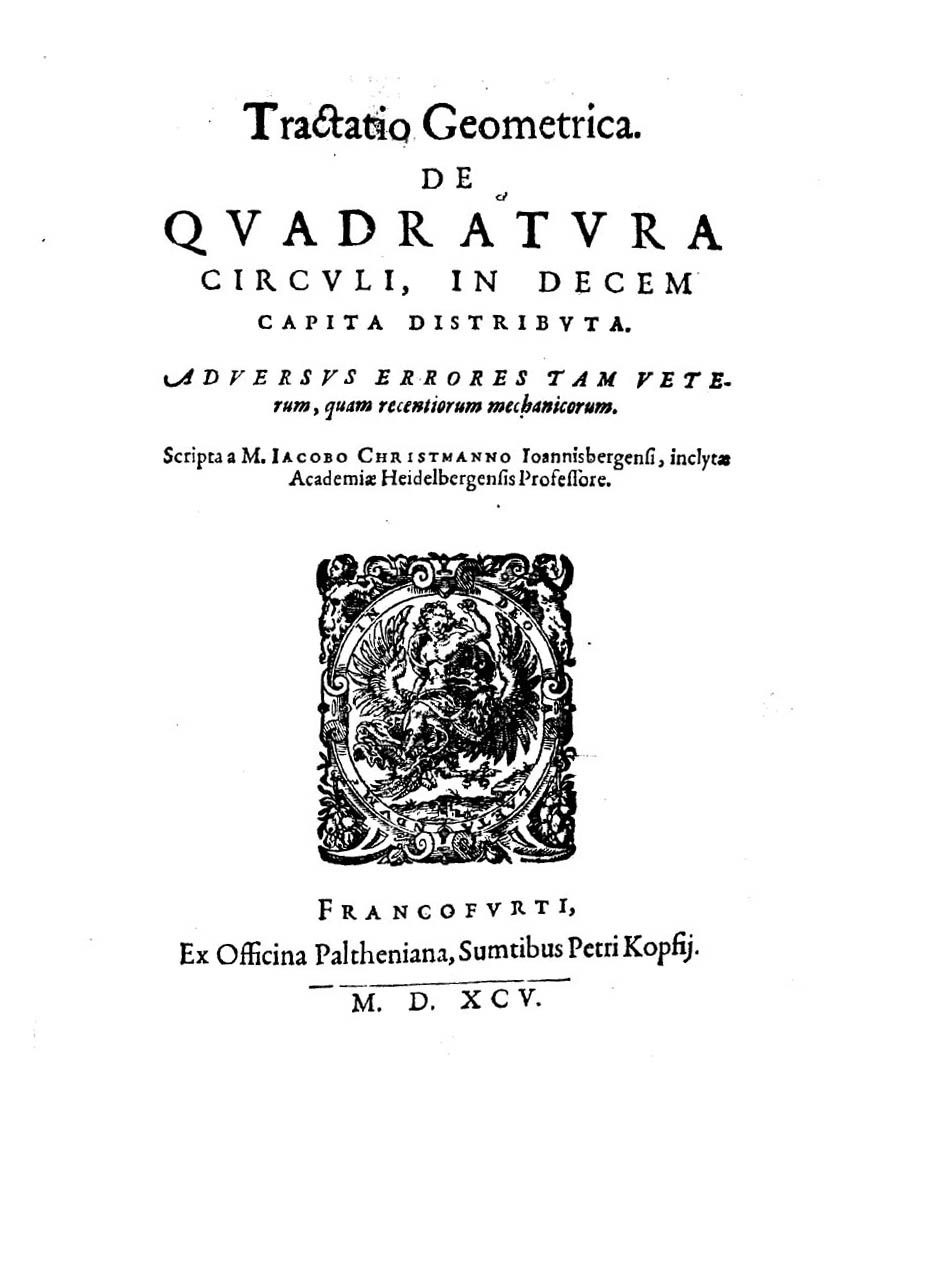
Tractatio geometrica de quadratura circuli, 1595

- Isagoge Alphabetum cum arabicum Arabice legendi AC scribendi, Neustadt 1582
- Muhammedis Alfraganii Arabis chronologia et astronomiae elementa, Francfort 1590

## Le Manuscrit Copernic
L'original du manuscrit de Copernic, est passé après la mort de Copernic en 1543 dans les mains de son ami Tiedemann Giese (1480-1550), puis il échut à Georg Joachim Rheticus (1514-1574), Cet élève de Copernic mourut à Košice (Kaschau) et laissa le manuscrit à son élève et collègue Valentin Otho (1545 - 1603). 
Jakob Christmann (1554-1613) en a hérité et l'a annoté (voir image). Après sa mort, sa veuve l'a vendu le 17 janvier 1614 à Comenius (1592-1670). Depuis 1956, ce manuscrit est propriété de l'université Jagellonne.